# Revolta de les Quintes (1870)
La Revolta de les Quintes de 1870 va ser una revolta popular que va tenir lloc a diferents poblacions de Catalunya, tenint una destacada importància la que va tenir lloc a la Vila de Gràcia per la repressió que aquesta va patir. La revolta es va desencadenar l'abril del 1870, quan el govern espanyol volgué cridar obligatòriament els mossos per servir dins l'exèrcit. El general Eugenio de Gaminde y Lafont va ser l'encarregat de fer efectiva l'ordre de les primeres quintes.

## Vila de Gràcia
Els graciencs foren avisats de l'arribada de les tropes amb els tocs de la campana de la Plaça de la Vila (en aquell moment, Plaça de la Constitució).
Els militars, enutjats pel so de la campana, no van parar de disparar canonades des del Passeig de Gràcia però no van aconseguir destruir-la, malgrat que sí que l'esquerdaren. No obstant això, no va deixar de tocar tot i que no sonava bé. El setge va durar sis dies, del 4 al 9 d'abril, i resultà en 27 morts i en el saqueig indiscriminat d'un gran nombre de cases.
Després, la mitologia popular va fer de la Campana de Gràcia un element essencial de la revolta. Malgrat rebre impactes de projectils, la campana gran, anomenada "la Marieta", continuà tocant amb el seu característic so esquerdat. Així ho explica el setmanari La Campana de Gràcia corresponent al dia 24 de desembre de 1932, en un article escrit per Antoni Esclasans en homenatge a Valentí Almirall.
Conta l'anècdota que a Barcelona el 1870, quan la revolta de les quintes una dona humil, encarnació del Poble amb majúscula, va passar-se tot un dia tivant la corda del campanar de Gràcia, cridant a sometent. Les forces militars (...) no gosaven moure's per por a la gran Revolució que el toc de la campana presagiava. Quan els revoltats ja eren part d'allà de la muntanya, sonava encara el toc de la Campana de Gràcia. Quan les forces hagueren entrat, fou descoberta la feta d'aquella dona; i després de detenir-la hom la tancà a la presó d'Alcalà d'Henares. (...) Tres anys després i ja proclamada la República, (Almirall) demanà el perdó de la velleta al president Estanislau Figueres, i aquest el concedí
Moltes cases de la vila de Gràcia quedaren destruïdes a causa dels bombardeigs. A partir d'aquests fets, el general Gaminde fou conegut popularment com el "general Bum-Bum", però d'aquesta manera la campana va fer-se molt popular entre els barcelonins, i més entre els republicans, que la veien com un símbol del federalisme que defensaven molts catalans.
Després del saqueig i rendició de la vila, poc abans d'aixecar-se l'estat de setge, l'editor Innocenci López Bernagosi estava buscant un títol per un nou setmanari que havia de treure per aquelles dates. Valentí Almirall, líder republicà federalista, proposà a Innocenci López el títol de "La Campana de Gràcia" com a capçalera del nou setmanari en homenatge al símbol de la revolta de les quintes. "No t'apuris -digué Almirall a López Bernagosi-: titula el nou periòdic La Campana de Gràcia, i deixa'l anar, que farà forrolla". El dia 8 de maig de 1870 apareixia el primer número de La Campana de Gràcia. Un dels dos setmanaris en català -juntament amb l'Esquella de la Torratxa- que va sobrepassar els 3.000 números i que va publicar-se durant gairebé seixanta-cinc anys.

## Altres poblacions
La impopularitat de les quintes provocà el que han estat considerades les darreres bullangues a Barcelona, les quals van influir moltes poblacions catalanes. En el Pla de Barcelona els esdeveniments violents començaren a Sants el dia 4 d'abril quan l'alcalde es disposava a fer el sorteig de quintes. Sants, en aquell moment Sans, era un poble de forta tradició pagesa d'horta que havia patit una considerable transformació industrial amb grans fàbriques com el Vapor Vell o l'Espanya Industrial. Van ser precisament dones i treballadors joves d'aquestes fàbriques els
primers de protestar contra els sortejos. La protesta derivà en un assalt a l'ajuntament, amb crema de documentació oficial destrucció de mobles i fins es ferí d'una ganivetada l'alcalde i fou ajusticiat l'alcalde segon, desapareixent l'alcalde tercer. La revolta s'estengué a la ciutat de Barcelona, sobretot als voltants de la Plaça del Pedró i Plaça Sant Jaume (llavors "de la Constitució").
També en altres poblacions com Valls es produïren aldarulls pel reemplaçament de l'exèrcit, que foren anomenats, la "Saragata de les quintes". Fou una revolta sense ramificacions fora de la vila. La motivació era el nerviosisme dels liberals sota el règim moderat, sumat al fet que quan protestaven judicialment els jornalers i propietaris, els moderats estaven a favor dels propietaris. El reclutament d'aquest any ja havia acabat amb un avalot, el crit de “fora les quintes” augmentava per la notícia que els mossos d'esquadra havien de dur a Tarragona els presos. Alguns d'ells eren polítics com Anton Escoda (“Escoda d'Alió”) i Pere Salas (“Cego del Tint”). El poble protestà de manera radical i cridant “morin advocats i procuradors” i “morin els que saben llegir i escriure!” va sortir al carrer contra les classes altes.
El 16 de juliol un grup armat de Vilafranca del Penedès, sota el comandament d'Emeteri Huguet (“l'Armanté”), juntament amb liberals de Valls, desarmaren els mossos d'esquadra i van alliberar els presos de la garjola, i a més, els van armar. Un cop van tornar els mossos rearmats de Tarragona a Valls van produir una revolta que durà tota una llarga nit. La lluita va suposar la mort de diversos combatents dels dos bàndols.

## Memòria històrica
Els fets de la Revolta de les Quintes continuen estant presents a la Vila de Gràcia. Cada mes d'abril, se celebra una jornada de commemoració del motí de 1870 que consisteix en una trobada de trabucaires, una cercavila i una representació dramatitzada. Aquesta recreació històrica, on apareixen diversos personatges que van ser protagonistes de l'aixecament, es basa en la novel·la Set dies de Gràcia, de Carla Gràcia Mercadé. La novel·la ficciona el personatge de la dona que tocava la campana per fer una reconstrucció de la Revolta. Aquesta obra va rebre el Premio Alghero Donna de Periodisme i Literatura Internacional.